# فريتز هونكا
فريدريك بول «فريتز» هونكا (بالألمانية: Fritz Honka)‏ (31 يوليو 1935 - 19 أكتوبر 1998) كان قاتل متسلسل ألماني ما بين الأعوام 1970 و 1975 ، قتل ما لا يقل عن أربع مومسات من منطقة الضوء الأحمر في هامبورغ، و أبقى الجثث في شقته.

## الحياة الشخصية

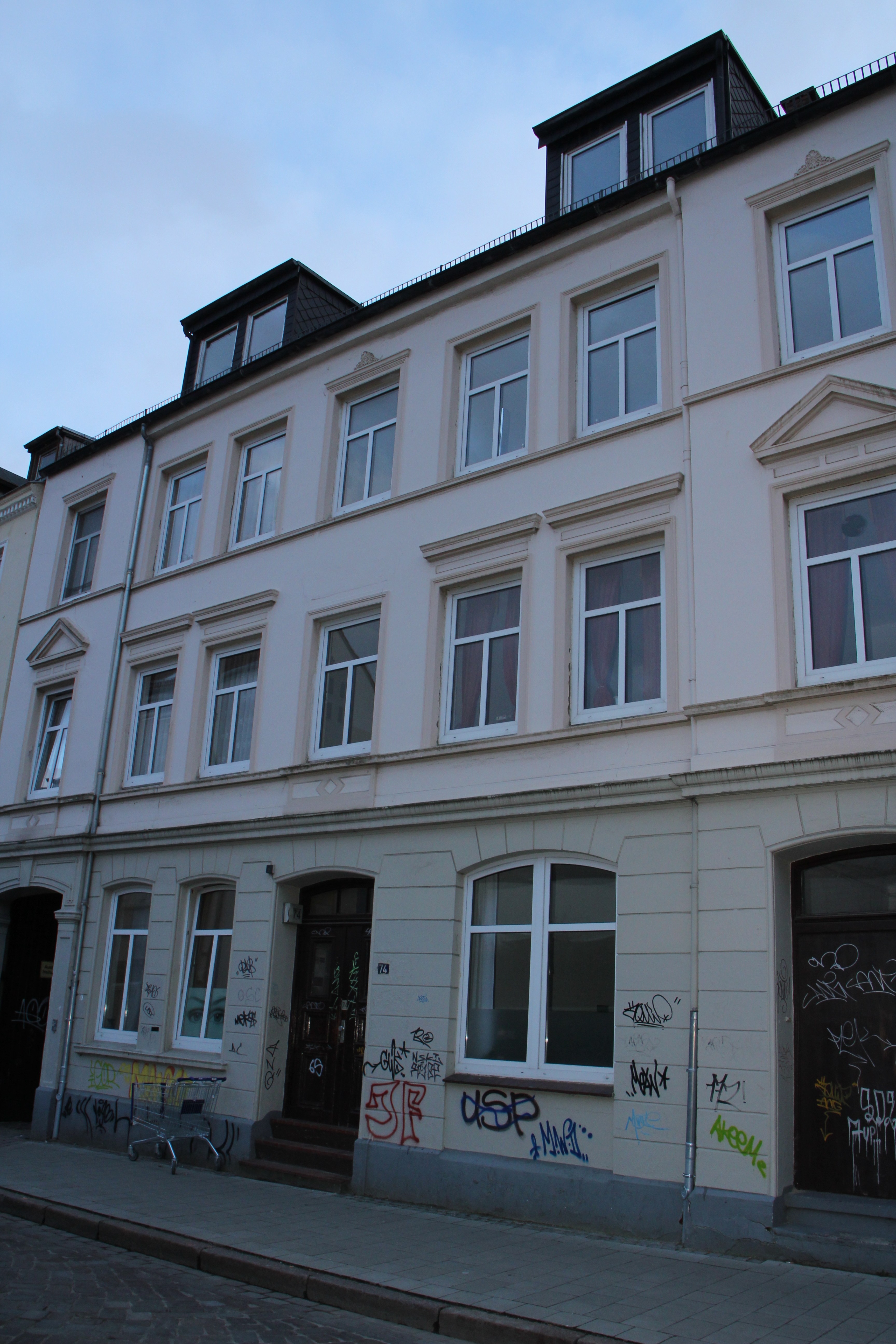
المنزل السكني في هامبورغ حيث عاش هونكا

كان فريتز هونكا طوله 1.68 م، ذا بنية نحيلة وكان لديه الحول وعائق الكلام. فشل في كل زيجاته بسبب استهلاك الكحول بشكل كبير. وعندما يكون في حالة سكر شديد فإنه ينفِّذ عدوانه على النساء، وعادة ما يكونوا أقصر منه وغالبًا بلا أسنان، لتخفيف مخاوفه من التشويه أثناء ممارسة الجنس عن طريق الفم .
في 15 يوليو 1975 ، اشتعلت النيران في المبنى السكني الذي يعيش فيه هونكا. اكتشف رجال الإطفاء الذين كانوا يعالجون الحريق بقايا أنثى متحللة جزئيًا في كيس بلاستيكي مما دفع الشرطة إلى تفتيش الشقة.   كان هونكا في العمل في ذلك الوقت وقُبض عليه عندما عاد إلى المنزل. في 29 يوليو اعترف فريتز هونكا بقتل النساء. سحب اعترافه في نوفمبر 1976 ، مدعيا عدم تذكر أي شيء.
في الحجز، قال هونكا إنه قتل النساء بعد أن سخروا من تفضيله لممارسة الجنس عن طريق الفم. وقد أدانته المحكمة بتهمة القتل العمد وثلاث تهم بالقتل الخطأ. حكم عليه بالسجن لمدة 15 سنة في مستشفى للأمراض النفسية. اعتُبر تعاطيه المُعتاد للكحول عاملاً مخففًا، لأنه يقلل من قدرته العقلية.

## السنوات الأخيرة
أُطلق سراح هونكا من السجن في عام 1993 وقضى سنواته الأخيرة في دار لرعاية المسنين باسم بيتر جنسن. توفي في مستشفى في لانغنهورن، هامبورغ في 19 أكتوبر 1998.

## الإرث
نُشرت رواية الكاتب الألماني هاينز سترانك Der goldene Handschuh («القفاز الذهبي») في عام 2016 ، وحازت على جائزة Wilhelm Raabe Literature ورشحت لجائزة Leipzig Book Fair Award . يحكي قصة فريتز هونكا ويحمل اسم أحد قضبان سانت باولي التي قابل فيها هونكا ضحاياه.
حصل المخرج الألماني فاتح أكين على حقوق رواية سترونك وقام بعمل فيلم سينمائي. تم إطلاق فيلم القفاز الذهبي عام 2019. يلعب دور فريتز هونكا الممثل جوناس داسلر.